# Сура Аль-Фатх
Сура Аль-Фатх (араб. سورة الفتح‎) або Перемога — сорок восьма сура Корану. Мединська, містить 29 аятів.